# Aymara (taal)

Geografische spreiding van Aymara.

Aymara is een taal die wordt gesproken door de Aymara uit de Andes. Aymara wordt gesproken door meer dan een miljoen mensen. Het is een van de officiële talen in Bolivia en Peru, en het wordt ook in Argentinië en Chili gesproken. Samen met Jaqaru en Cauqui vormt Aymara de Aymarataalfamilie.

## Geschiedenis
Sommigen denken dat Aymara afkomstig is van de taal die gesproken wordt in het Boliviaanse Tiwanaku (oude schrijfwijze: Tiahuanaco). Dit kan niet bewezen worden, maar het is wel bekend dat deze taal gesproken werd in de rijke Aymara koninkrijken, die later door de Inca's veroverd werden.

## Geografische spreiding
Er zijn 1.200.000 Boliviaanse sprekers van Aymara, 500.000 Peruaanse sprekers, 20.000 Chileense sprekers en ongeveer 18.000 Argentijnse sprekers.
Hoewel Aymara overal waar het wordt gesproken grotendeels gelijk is, zijn er verschillen naargelang de regio. Aymara zoals het in La Paz (Bolivia) wordt gesproken, wordt beschouwd als de zuiverste vorm van de taal.

## Bijzonderheden
Een van de bijzondere eigenschappen van de taal is dat volgens de Aymarese opvatting de verleden tijd, bijvoorbeeld in beeldspraken, wordt beschouwd als dat wat voor je ligt, in plaats van de meer gangbare opvatting dat datgene wat is geweest achter je ligt.
Hoewel deze opvatting in eerste instantie voor veel mensen lijkt in te druisen tegen een wetmatigheid, is er vanuit filosofisch opzicht meer dan een lans voor te breken.